# 深沢橋梁 (会津鉄道会津線)

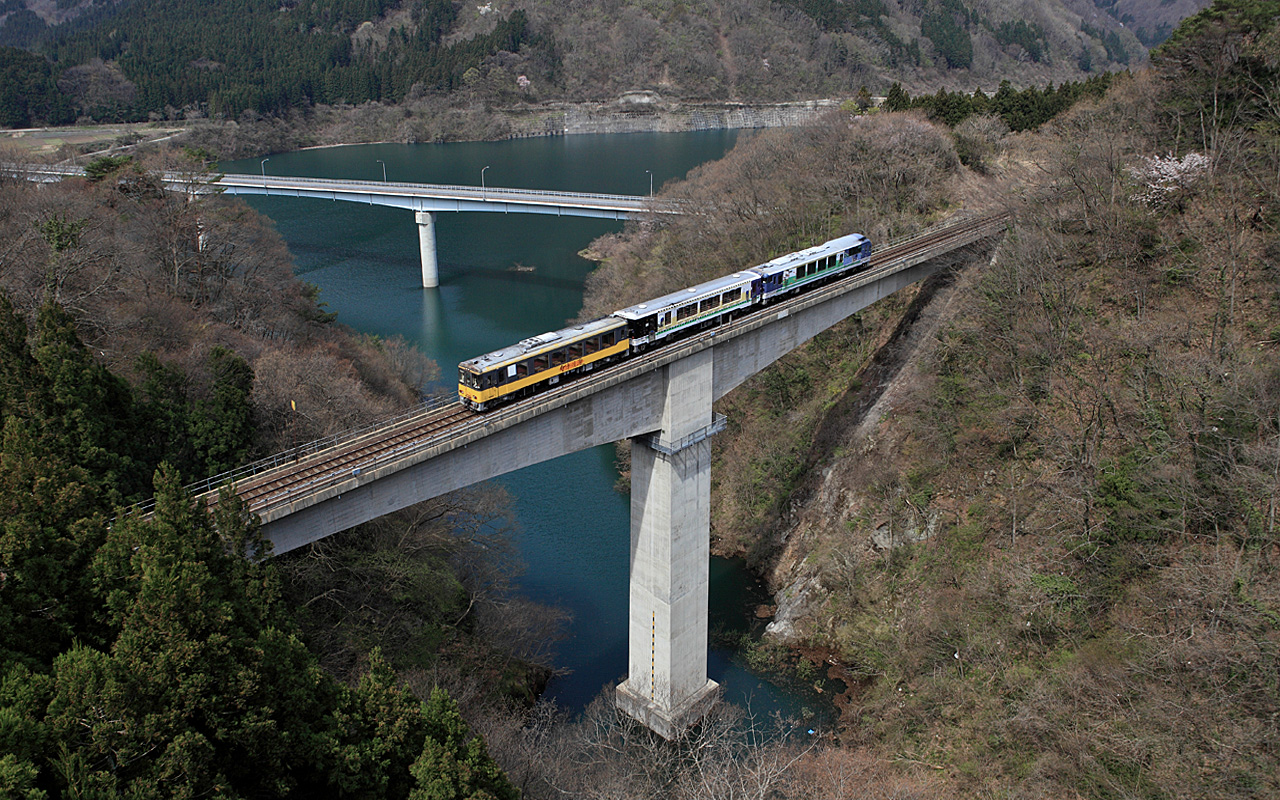
深沢橋梁を渡る会津鉄道お座トロ展望列車。奥は若郷湖と大川湖面橋。

深沢橋梁（ふかさわきょうりょう）は、福島県会津若松市の深沢渓谷に架かる会津鉄道会津線の鉄道橋である。

## 概要
国鉄会津線（現・会津鉄道会津線）の大川ダム建設による新線切り替えに伴って、1980年（昭和55年）に完成した。桑原駅（現芦ノ牧温泉南駅） - 湯野上駅（現湯野上温泉駅）間の阿賀川（大川）支流である深沢の渓谷に架かる全長69mの橋梁である。
深沢渓谷の深さにより本橋梁の高さが60mもあり、本橋梁から望む若郷湖周辺の景観が素晴らしい。観光客向けのサービスとして、「お座トロ展望列車」などは本橋梁で一時停止する。

## 構造
Tラーメン形式の単線プレストレスト・コンクリート橋である。

## 周辺

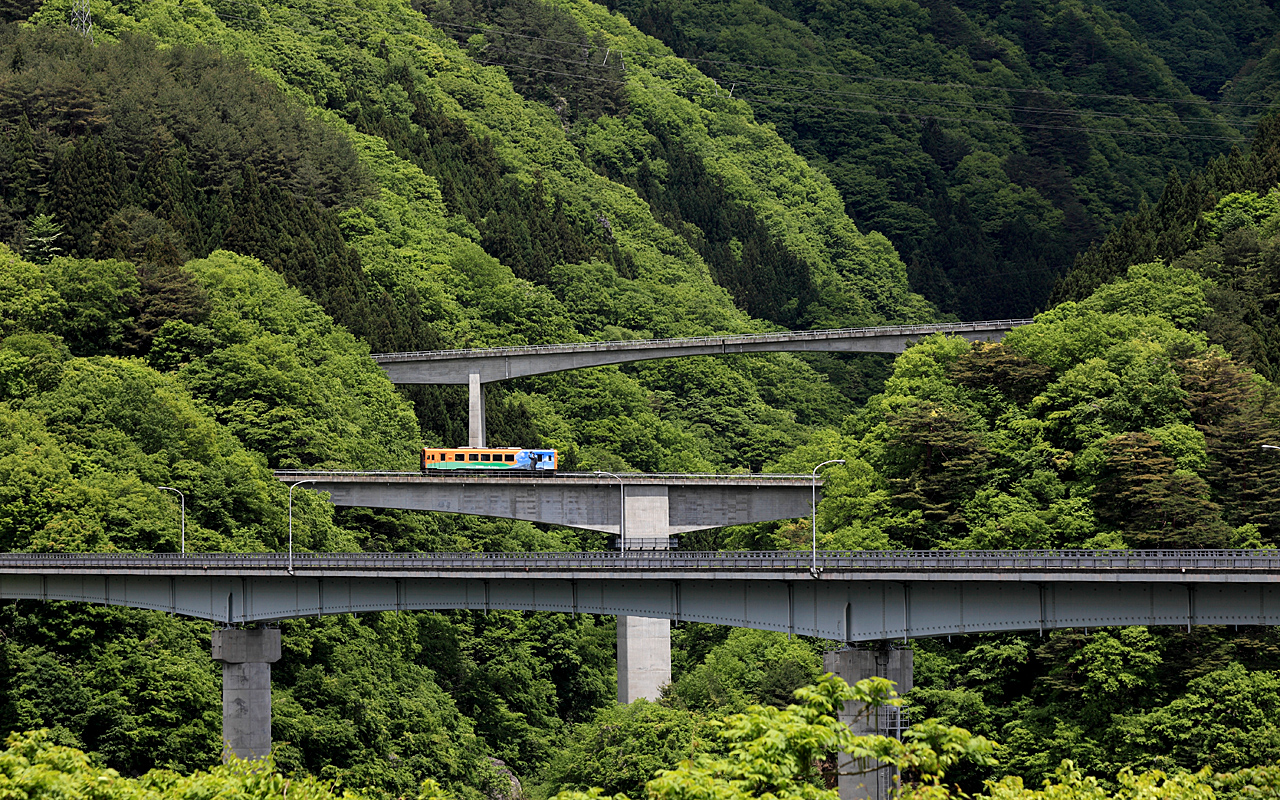
手前から大川湖面橋、深沢橋梁、ダム管理道（周回路）の並び。

- 福島県道214号芦ノ牧温泉南停車場線
- 大川湖面橋
- ダム管理道（周回路）
- 国道121号
- 国道118号（国道121号と共用）

## その他
会津線旧線の第一大川橋梁と隣接する旧国道121号（会津三方道路より格上げ）の吊り橋は、大川湖面橋中間辺りの若郷湖底に沈んでいる。